# Under the Mistletoe
Under the Mistletoe è il primo album di Natale e il secondo album in studio, dell'artista canadese Justin Bieber, pubblicato il 1º novembre 2011 da Island Records.
In Italia, il disco ha raggiunto la sesta posizione degli album più vendutied è stato certificato oro. È anticipato dal singolo Mistletoe, entrato in rotazione radiofonica il 17 ottobre 2011, che in Norvegia si piazza al secondo posto in classifica.

## Singoli

### Singoli ufficiali
Il primo singolo ufficiale, Mistletoe, è stato inviato alle radio statunitensi il 17 ottobre 2011. Il singolo ha avuto un buon successo, raggiungendo la posizione n.2 in Norvegia

### Singoli cover
Dall'album sono stati estratti 4 singoli cover: sono The Christmas Song, All I Want for Christmas Is You, Fa La La e Santa Claus Is Coming to Town, che sono stati pubblicati tra ottobre e dicembre 2011

## Tracce
1. Only Thing I Ever Get for Christmas – 3:12
2. Mistletoe – 3:03
3. The Christmas Song (feat. Usher) – 3:35
4. Santa Claus Is Coming to Town – 3:37
5. Fa La La (feat. Boyz II Men) – 3:06
6. All I Want for Christmas Is You (feat. Mariah Carey) – 4:00
7. Drummer Boy (feat. Busta Rhymes) – 3:45
8. Christmas Eve – 3:44
9. All I Want Is You – 3:36
10. Home This Christmas (feat. The Band Perry) – 3:24
11. Silent Night – 2:49

Deluxe Edition bonus track
1. Christmas Love – 3:27
2. Fa La La (feat. Boyz II Men) (A cappella) – 2:55
3. Pray – 3:32
4. Someday at Christmas – 2:53

Japanese bonus track
1. All I Want Is You (Acoustic) – 3:36

## Classifiche

### Classifiche internazionali
| Classifica (2011) | Posizione Massima |
| ----------------- | ----------------- |
| Australia         | 6                 |
| Canada            | 1                 |
| Finlandia         | 21                |
| Germania          | 10                |
| Italia            | 6                 |
| Messico           | 1                 |
| Regno Unito       | 13                |
| Spagna            | 4                 |
| Stati Uniti       | 1                 |

### Classifiche di fine anno
| Classifica (2011) | Posizione |
| ----------------- | --------- |
| Islanda           | 39        |
| Classifica (2012) | Posizione |
| Canada            | 5         |
| Stati Uniti       | 13        |